# Dva bratři (ostrovy)
Dva bratři (rusky Два Брата, někdy též Два Пальца) jsou dva malé ostrůvky poblíž jižního okraje zálivu Rudnaja v Japonském moři, jejichž dominantou jsou dva mořské útesy ve tvaru skalních jehel. Území, kde se nacházejí, je součástí Dalněgorského městského okruhu Přímořského kraje Ruské federace. K všeobecné známosti a popularitě těchto ostrůvků přispěla především skutečnost, že byly vyobrazeny na tisícirublové bankovce z roku 1995.

## Geografická poloha
Ostrůvky se nacházejí jen 130 metrů od pobřeží, přibližně 30 km vzdušnou čarou směrem na jihovýchod od správního střediska městského okruhu Dalněgorsku a 3,7 km jižně od přístavu Rudnaja Pristaň a ústí řeky Rudnaja do stejnojmenného zálivu. Větší z obou útesů je vysoký 23,2 metrů, druhý má výšku 15 metrů.

## Geologie a geomorfologie
Ostrůvky jsou významnou geologickou lokalitou. Prapůvod vzniku nynějších mořských útesů, zvaných Dva bratři, je v období svrchní křídy, tj. v období intenzívního vulkanismu, který vytvářel struktury východního sichote-aliňského pásu.

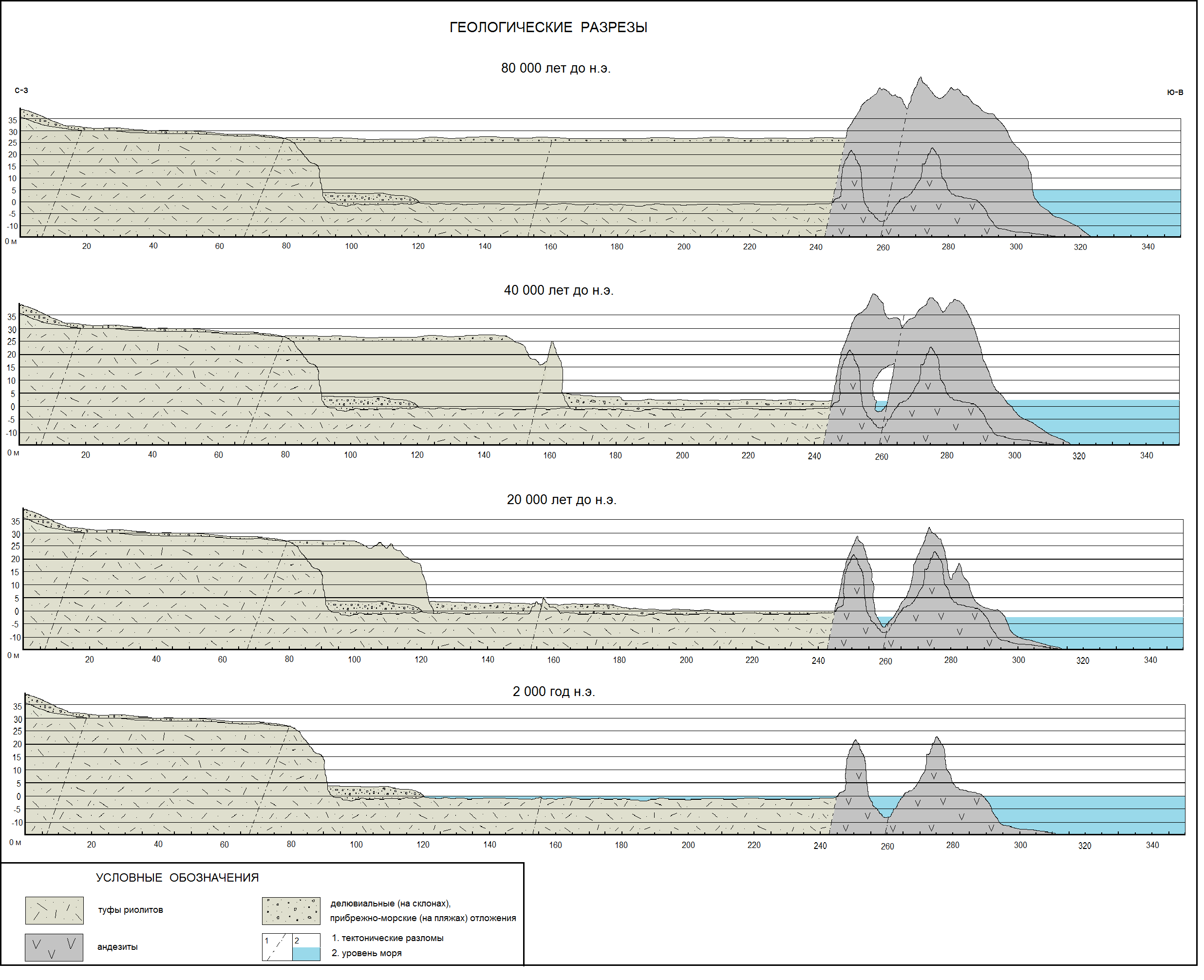
Schéma proměny pobřeží v oblasti Brinerova mysu a Dvou bratří

Vznikaly tak četné sopouchy a struskové kužele, které se staly základem budoucích geomorfologických tvarů v této oblasti. Přibližně před 16 milióny let se začala formovat proláklina Japonského moře, vytvářel se pobřežní šelf a postupně stoupala výška mořské hladiny.
Proces přetváření pobřeží v důsledku erozních vlivů, jehož výsledkem je současná podoba ostrůvků Dva bratři, započal zhruba před 135 000 lety. Před 115 až 105 tisíci let, kdy vulkanický masív, tvořící jádro budoucích ostrovů, byl ještě součástí pobřeží, došlo k ochlazení klimatu a poklesu mořské hladiny až o 9 metrů.
V průběhu následujících tisíciletí se ještě několikrát mořská hladina zvedla a po čase opět poklesla. Proměňovalo se i zdejší pobřeží. Žulové skály Dvou bratří byly postupně odděleny od pevniny a staly se samostatnými ostrovy, i když vycházejícími ze společné základny, ležící pod hladinou moře.

## Flóra a fauna

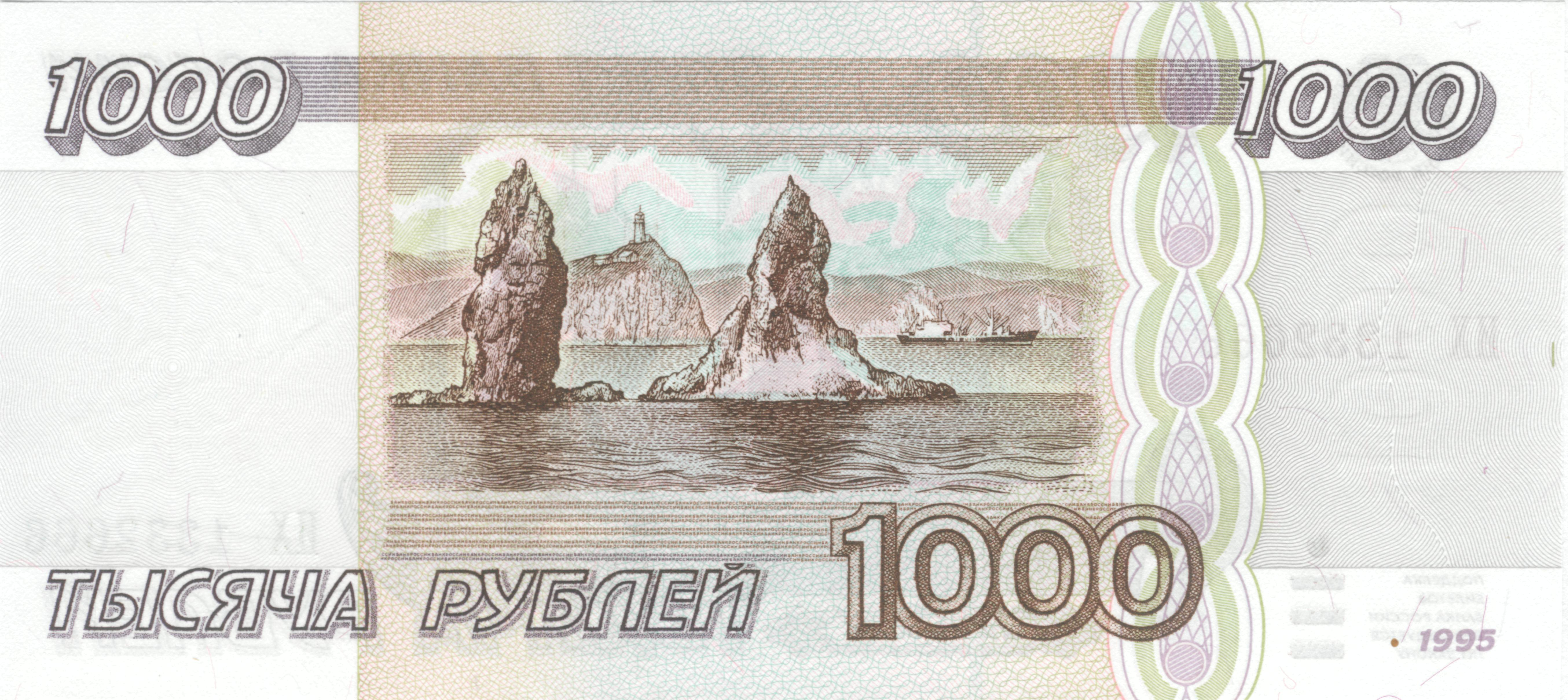
Dva bratři na ruské bankovce, platné v letech 1995 až 1997

Skály jsou místy kolmé až převislé a téměř bez vegetace. Jen na několika chráněných místech se uchytil pýr, ostřice, šťovík a úrazník poléhavý (Sagina procumbens).
Kolem ostrůvků je bohatý podmořský život. Vyskytují se zde chobotnice, nahožábří plži a různé druhy paprskoploutvých ryb. Rovněž je zde možno spatřit kraby, medúzy a dokonce i lachtany ušaté a velryby.

## Turismus
Dva bratři jsou považovány za symbol Rudné Pristaně i Dalněgorsku. Jejich význam ještě zvýšila skutečnost, že byly vybrány jako ústřední motiv pro bankovku v hodnotě 1000 rublů, vydanou v roce 1995 (bankovka platila pouze do roku 1997). V letním období si tuto přírodní zajímavost přijíždějí prohlédnout tisíce turistů.
Kontinentální pobřeží je zde kamenité a mořské dno skalnaté, lokalita je vhodná k potápění. K bližšímu z obou ostrůvků se lze přebrodit, druhý, na němž je ukryta malá jeskyně, je oddělen hlubokým průlivem.

## Ohrožení životního prostředí
Oblast přístavu Rudnaja Pristaň a zálivu Rudnaja (do roku 1972 záliv Tetjuche, rusky Тетюхе) je poznamenána dlouhodobou ekologickou zátěží, způsobenou zdejším průmyslem, zejména činnostní rudního kombinátu Dalpolimetall (Дальполиметалл). V roce 2006 newyorský Blacksmithův institut (roku 2015 byl přejmenován na Pure Earth) v přehledu nejznečištěnějších míst planety uvedl Rudnuju Pristaň spolu s takovými místy, jako je Černobyl, Norilsk nebo Dzeržinsk. Již v roce 2005 publikoval podrobné informace o ohrožení životního prostředí i života obyvatel v oblasti zátoky Rudnaja P. O. Šarov v knize "Свинец в окружающей среде пос. Рудная Пристань: оценка риска отравления детей" ("Olovo v životním prostředí obce Rudnaja Pristaň. Vyhodnocení rizika otravy dětí") a tento materiál posléze obhájil ve stejnojmenné disertační práci na Dálněvýchodní federální univerzitě ve Vladivostoku.